# Campeonato Mundial de Balonmano Masculino de 1993
El XIII Campeonato Mundial de Balonmano Masculino se celebró en Suecia entre el 9 y el 20 de marzo de 1993 bajo la organización de la Federación Internacional de Balonmano (IHF) y la Federación Sueca de Balonmano.

## Grupos
| Grupo A         | Grupo B | Grupo C        | Grupo D       |
| --------------- | ------- | -------------- | ------------- |
| España          | Francia | Suecia         | Alemania      |
| Egipto          | Rumania | Hungría        | Rusia         |
| República Checa | Suiza   | Islandia       | Dinamarca     |
| Austria         | Noruega | Estados Unidos | Corea del Sur |

## Primera fase

### Grupo A
| Equipo          | J | G | E | P | G+ | G- | DG  | PTS |
| --------------- | - | - | - | - | -- | -- | --- | --- |
| España          | 3 | 2 | 1 | 0 | 58 | 48 | +10 | 5   |
| República Checa | 3 | 1 | 1 | 1 | 61 | 60 | +1  | 3   |
| Egipto          | 3 | 1 | 0 | 2 | 58 | 63 | -5  | 2   |
| Austria         | 3 | 1 | 0 | 2 | 61 | 67 | -6  | 2   |

- Resultados

| Fecha | Partido¹        | Partido¹ | Partido¹        | Resultado |
| ----- | --------------- | -------- | --------------- | --------- |
| 10.03 | República Checa | -        | Egipto          | 20-21     |
| 10.03 | España          | -        | Austria         | 22-15     |
| 12.03 | Austria         | -        | República Checa | 20-22     |
| 12.03 | Egipto          | -        | España          | 14-17     |
| 13.03 | Austria         | -        | Egipto          | 26-23     |
| 13.03 | República Checa | -        | España          | 19-19     |

- (¹) – Todos en Umeå.

### Grupo B
| Equipo  | J | G | E | P | G+ | G- | DG | PTS |
| ------- | - | - | - | - | -- | -- | -- | --- |
| Suiza   | 3 | 2 | 0 | 1 | 65 | 59 | +6 | 4   |
| Francia | 3 | 2 | 0 | 1 | 68 | 68 | 0  | 4   |
| Rumania | 3 | 1 | 1 | 1 | 56 | 56 | 0  | 3   |
| Noruega | 3 | 0 | 1 | 2 | 51 | 57 | -6 | 1   |

- Resultados

| Fecha | Partido¹ | Partido¹ | Partido¹ | Resultado |
| ----- | -------- | -------- | -------- | --------- |
| 10.03 | Francia  | -        | Suiza    | 24-26     |
| 10.03 | Rumania  | -        | Noruega  | 15-15     |
| 12.03 | Suiza    | -        | Rumania  | 18-19     |
| 12.03 | Noruega  | -        | Francia  | 20-21     |
| 13.03 | Noruega  | -        | Suiza    | 16-21     |
| 13.03 | Rumania  | -        | Francia  | 22-23     |

- (¹) – Todos en Karlstad.

### Grupo C
| Equipo         | J | G | E | P | G+ | G- | DG  | PTS |
| -------------- | - | - | - | - | -- | -- | --- | --- |
| Suecia         | 3 | 3 | 0 | 0 | 73 | 51 | +22 | 6   |
| Islandia       | 3 | 2 | 0 | 1 | 75 | 61 | +14 | 4   |
| Hungría        | 3 | 1 | 0 | 2 | 73 | 63 | +10 | 2   |
| Estados Unidos | 3 | 0 | 0 | 3 | 53 | 99 | -46 | 0   |

- Resultados

| Fecha | Partido¹       | Partido¹ | Partido¹       | Resultado |
| ----- | -------------- | -------- | -------------- | --------- |
| 09.03 | Suecia         | -        | Islandia       | 21-16     |
| 09.03 | Hungría        | -        | Estados Unidos | 33-18     |
| 11.03 | Estados Unidos | -        | Suecia         | 16-32     |
| 12.03 | Islandia       | -        | Hungría        | 25-21     |
| 13.03 | Islandia       | -        | Estados Unidos | 34-19     |
| 13.03 | Suecia         | -        | Hungría        | 20-19     |

- (¹) – Todos en Gotemburgo.

### Grupo D
| Equipo        | J | G | E | P | G+ | G- | DG  | PTS |
| ------------- | - | - | - | - | -- | -- | --- | --- |
| Rusia         | 3 | 2 | 1 | 0 | 78 | 55 | +23 | 5   |
| Alemania      | 3 | 1 | 2 | 0 | 67 | 64 | +3  | 4   |
| Dinamarca     | 3 | 0 | 2 | 1 | 54 | 62 | -8  | 2   |
| Corea del Sur | 3 | 0 | 1 | 2 | 59 | 77 | -18 | 1   |

- Resultados

| Fecha | Partido¹      | Partido¹ | Partido¹      | Resultado |
| ----- | ------------- | -------- | ------------- | --------- |
| 10.03 | Rusia         | -        | Corea del Sur | 33-18     |
| 10.03 | Alemania      | -        | Dinamarca     | 20-20     |
| 12.03 | Corea del Sur | -        | Alemania      | 25-28     |
| 12.03 | Dinamarca     | -        | Rusia         | 18-26     |
| 13.03 | Corea del Sur | -        | Dinamarca     | 16-16     |
| 13.03 | Rusia         | -        | Alemania      | 19-19     |

- (¹) – Todos en Malmö.

## Segunda fase

### Grupo I
| Equipo          | J | G | E | P | G+  | G-  | DG  | PTS |
| --------------- | - | - | - | - | --- | --- | --- | --- |
| Francia         | 5 | 4 | 0 | 1 | 115 | 103 | +12 | 8   |
| Suiza           | 5 | 3 | 0 | 2 | 121 | 118 | +3  | 6   |
| España          | 5 | 2 | 1 | 2 | 105 | 101 | +4  | 5   |
| República Checa | 5 | 2 | 1 | 2 | 104 | 110 | -6  | 5   |
| Rumania         | 5 | 2 | 0 | 3 | 105 | 110 | -5  | 4   |
| Egipto          | 5 | 1 | 0 | 4 | 100 | 108 | -8  | 2   |

- Resultados

| Fecha | Partido¹        | Partido¹ | Partido¹        | Resultado |
| ----- | --------------- | -------- | --------------- | --------- |
| 15.03 | Egipto          | -        | Suiza           | 23-26     |
| 15.03 | España          | -        | Rumania         | 20-16     |
| 15.03 | República Checa | -        | Francia         | 18-26     |
| 16.03 | Rumania         | -        | Egipto          | 27-26     |
| 16.03 | Suiza           | -        | República Checa | 23-24     |
| 16.03 | Francia         | -        | España          | 23-21     |
| 18.03 | Egipto          | -        | Francia         | 16-19     |
| 18.03 | República Checa | -        | Rumania         | 23-21     |
| 18.03 | España          | -        | Suiza           | 28-29     |

- (¹) – Todos en Halmstad.

### Grupo II
| Equipo    | J | G | E | P | G+  | G-  | DG  | PTS |
| --------- | - | - | - | - | --- | --- | --- | --- |
| Rusia     | 5 | 4 | 1 | 0 | 131 | 98  | +33 | 9   |
| Suecia    | 5 | 4 | 0 | 1 | 108 | 101 | +7  | 8   |
| Alemania  | 5 | 2 | 2 | 1 | 100 | 100 | 0   | 6   |
| Islandia  | 5 | 2 | 0 | 3 | 103 | 114 | -11 | 4   |
| Dinamarca | 5 | 1 | 1 | 3 | 102 | 117 | -15 | 3   |
| Hungría   | 5 | 0 | 0 | 5 | 104 | 118 | -14 | 0   |

- Resultados

| Fecha | Partido¹  | Partido¹ | Partido¹  | Resultado |
| ----- | --------- | -------- | --------- | --------- |
| 15.03 | Hungría   | -        | Rusia     | 22-29     |
| 15.03 | Islandia  | -        | Alemania  | 16-23     |
| 15.03 | Suecia    | -        | Dinamarca | 23-20     |
| 16.03 | Dinamarca | -        | Hungría   | 22-21     |
| 16.03 | Rusia     | -        | Islandia  | 27-19     |
| 17.03 | Alemania  | -        | Suecia    | 16-24     |
| 18.03 | Hungría   | -        | Alemania  | 21-22     |
| 18.03 | Islandia  | -        | Dinamarca | 27-22     |
| 18.03 | Suecia    | -        | Rusia     | 20-30     |

- (¹) – Todos en Estocolmo.

## Fase final

### Undécimo lugar
| Fecha | Partido¹ | Partido¹ | Partido¹ | Resultado |
| ----- | -------- | -------- | -------- | --------- |
| 19.03 | Egipto   | -        | Hungría  | 25-29     |

- (¹) – En Estocolmo.

### Noveno lugar
| Fecha | Partido¹ | Partido¹ | Partido¹  | Resultado |
| ----- | -------- | -------- | --------- | --------- |
| 19.03 | Rumania  | -        | Dinamarca | 23-27     |

- (¹) – En Estocolmo.

### Séptimo lugar
| Fecha | Partido¹        | Partido¹ | Partido¹ | Resultado |
| ----- | --------------- | -------- | -------- | --------- |
| 20.03 | República Checa | -        | Islandia | 22-21     |

- (¹) – En Estocolmo.

### Quinto lugar
| Fecha | Partido¹ | Partido¹ | Partido¹ | Resultado |
| ----- | -------- | -------- | -------- | --------- |
| 20.03 | España   | -        | Alemania | 29-26     |

- (¹) – En Estocolmo.

### Tercer lugar
| Fecha | Partido¹ | Partido¹ | Partido¹ | Resultado |
| ----- | -------- | -------- | -------- | --------- |
| 20.03 | Suiza    | -        | Suecia   | 19-26     |

- (¹) – En Estocolmo.

### Final
| Fecha | Partido¹ | Partido¹ | Partido¹ | Resultado |
| ----- | -------- | -------- | -------- | --------- |
| 20.03 | Francia  | -        | Rusia    | 19-28     |

- (¹) – En Estocolmo.

## Medallero
|       |         |        |
| Rusia | Francia | Suecia |

## Estadísticas

### Clasificación general
| 1. Rusia           |
| 2. Francia         |
| 3. Suecia          |
| 4. Suiza           |
| 5. España          |
| 6. Alemania        |
| 7. República Checa |
| 8. Islandia        |
| 9. Dinamarca       |
| 10. Rumania        |
| 11. Hungría        |
| 12. Egipto         |
| 13. Noruega        |
| 14. Austria        |
| 15. Corea del Sur  |
| 16. Estados Unidos |

### Máximos goleadores
| N.º | Nombre           | País          | Goles |
| --- | ---------------- | ------------- | ----- |
| 1   | Marc Baumgartner | Suiza         | 41    |
| 1   | Yoon Kyung-Shin  | Corea del Sur | 41    |
| 1   | József Éles      | Hungría       | 41    |
| 4   | Valeri Gopin     | Rusia         | 39    |
| 5   | Mateo Garralda   | España        | 38    |

### Mejores porteros
| N.º | Nombre          | País           |
| --- | --------------- | -------------- |
| 1   | Lorenzo Rico    | España         |
| 2   | Tomas Svensson  | Suecia         |
| 3   | Mats Olsson     | Suecia         |
| 4   | Andrei Lavrov   | Rusia          |
| 5   | Ľubomír Švajlen | Checoslovaquia |